# Orkanen Jeanne
Jeanne var en tropisk cyklon som 2004 drabbade Haiti, Bahamas och Florida. På Haiti uppskattas antalet döda till 1500-2000 st. Norra Bahamas har drabbats, främst öarna Grand Bahama Island och Little Abaco Island. Vid passagen av Bahams så ökade orkanen i styrka från kategori 2 till kategori 3. Orkanen nådde Floridas östkust, nästan på samma ställe som orkanen Frances. Orkanen drog in över Florida, och fortsatte upp över västra Florida. Den minskade då i styrka, och "degraderades" till en tropisk storm.
Jeanne var kraftigare än Frances. Bortblåsta tak, sönderblåsta fönster och helt raserade hus blev resultatet för många. Vissa områden blev också översvämmade. Många människor hade ännu inte hunnit reparera sina hus efter förra orkanen. 
Detta var första gången sedan 1851 som Florida drabbas av fyra orkaner under samma säsong.